# 28950 Ailisdooner
28950 Ailisdooner este un asteroid din centura principală de asteroizi.

## Descriere
28950 Ailisdooner este un asteroid din centura principală de asteroizi. A fost descoperit pe 19 noiembrie 2000 la Socorro, New Mexico, în cadrul proiectului LINEAR. Asteroidul prezintă o orbită caracterizată de o semiaxă mare de 3,01 ua, o excentricitate de 0,06 și o înclinație de 8,9° în raport cu ecliptica.